# Colori liturgici

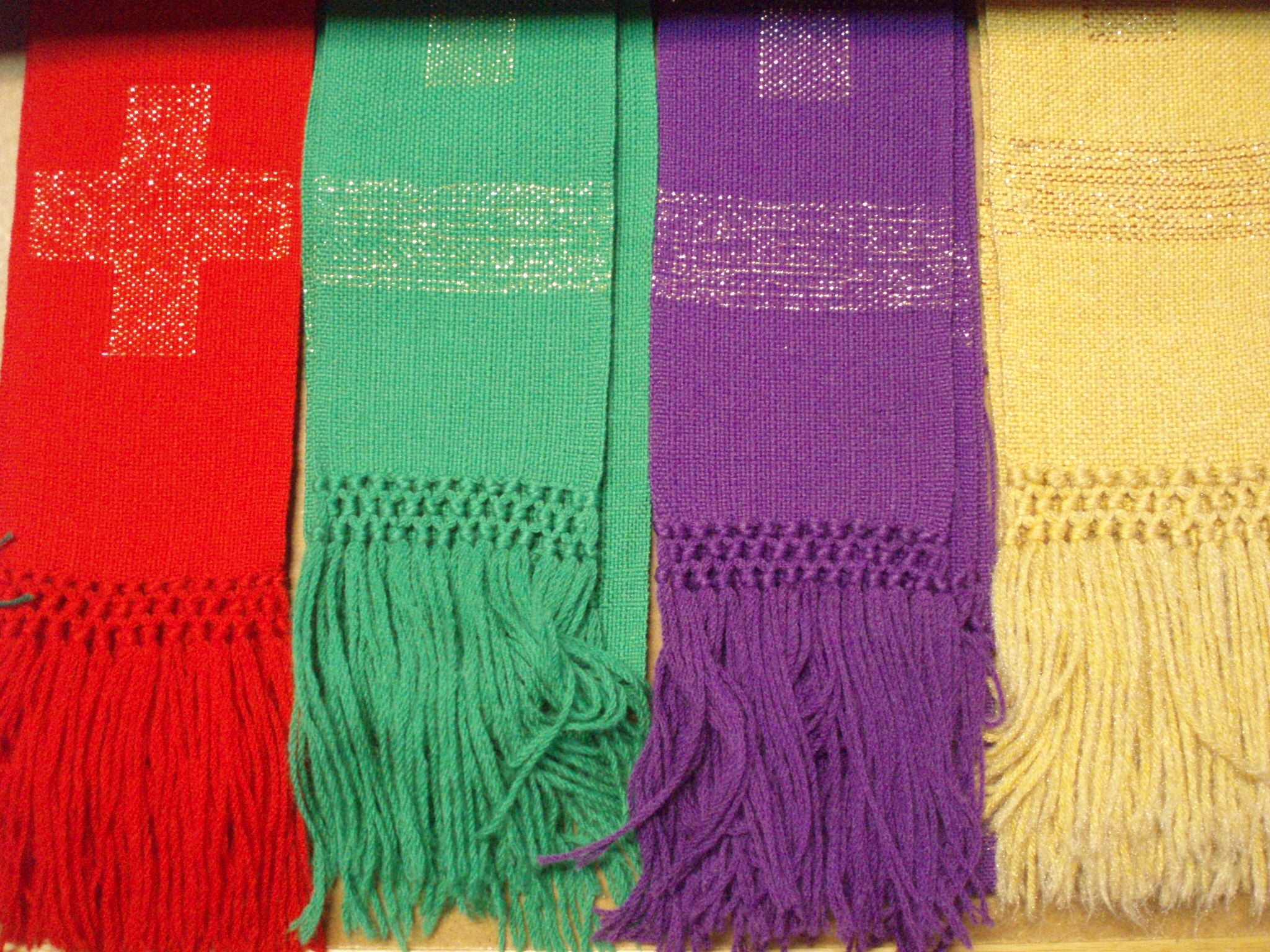
Alcune stole di differenti colori, in uso secondo il tempo liturgico in corso

I colori liturgici sono le varietà cromatiche utilizzate simbolicamente dalla Chiesa cattolica di rito latino e similmente dalle chiese di tradizione luterana o anglicana. Il colore viene evidenziato dai paramenti liturgici indossati dai ministri che presiedono le funzioni liturgiche e anche da alcune suppellettili utilizzate in chiesa.

## Rito romano
Colori liturgici del rito romano riformato dopo il Concilio Vaticano II
| Colore  | Uso obbligatorio | Uso facoltativo |
| ------- | --- | --- |
| Verde   | - Domeniche e ferie del Tempo ordinario | |
| Viola   | - Domeniche e ferie di Avvento - Domeniche e ferie di Quaresima - Sacramento della Riconciliazione | - Commemorazione dei fedeli defunti - Messe da Requiem e uffici per i defunti |
| Rosa    | | - Domenica Gaudete (Terza domenica di Avvento), dove è tradizione - Domenica Laetare (Quarta domenica di Quaresima), dove è tradizione |
| Bianco  | - Tempo di Natale (da Natale fino al Battesimo del Signore) - Giovedì santo - Tempo di Pasqua (dalla veglia pasquale fino alla Vigilia di Pentecoste esclusa) - Solennità della Santissima Trinità - Solennità del Corpus Domini - Solennità del Sacro Cuore di Gesù - Feste del Signore non legate alla Passione - Feste dedicate alla Madonna - Feste degli Angeli - Feste dei santi non martiri, tra i quali san Giuseppe - Festa di San Giovanni Apostolo (si adoperano paramenti rossi nelle feste natalizie degli altri apostoli, perché martiri) - Festa della Cattedra di San Pietro - Festa della Conversione di San Paolo - Natività di San Giovanni Battista (paramenti rossi nella festa della sua nascita al cielo) - Tutti i Santi - Sacramento dell'Unzione degli infermi | - Messe da Requiem e uffici per i defunti, nei paesi nei quali la Conferenza Episcopale ha proposto alla Sede Apostolica adattamenti conformi alle necessità e alla cultura dei singoli popoli - Le Messe rituali (per esempio, dei sacramenti del Battesimo, della Confermazione, dell'Ordine sacro, del Matrimonio) si celebrano con il colore ad esse proprio, oppure con colore bianco o dorato - Messe per i minorenni defunti |
| Rosso   | - Domenica delle palme - Venerdì santo - Pentecoste - Esaltazione della Santa Croce - Feste natalizie, commemorazione dei martiri, apostoli ed evangelisti - Martirio di San Giovanni Battista - Via Crucis - Funerale del papa - Messa "pro eligendo Romano Pontifice" | - Sacramento della Confermazione (rosso o bianco o dorato) - Messe votive dello Spirito Santo. |
| Dorato  | | - Nei giorni più solenni si possono usare vesti dorate più preziose, anche se non sono del colore del giorno. |
| Nero    | | - Messe da Requiem e uffici per i defunti, dove è prassi consueta - Per esempio, nella Commemorazione dei defunti |
| Azzurro | | - Celebrazioni in onore della Beata Vergine Maria in Spagna e in alcune diocesi del Portogallo, Messico e America meridionale |

## Rito romano 1920-1969
Il Messale Romano, rivisto da Papa Giovanni XXIII nel 1962, è l'ultima edizione del Messale Romano sotto il titolo Missale Romanum ex decreto ss. Concilii Tridentini restitutum (Quella successiva aveva come titolo Missale Romanum ex decreto sacrosancti oecumenici Concilii Vaticani II instauratum). Incorpora i cambiamenti che Giovanni XXIII aveva fatto con il motu proprio Rubricarum instructum del 29 luglio 1960. Quelle che seguono sono le differenze tra queste regole per i colori liturgici e le regole successive:
| Colore | Uso (1920-1955) | Uso (1955-1960) | Uso (1960-1969) |
| ------ | --- | --- | --- |
| Viola  | - Quattro tempora - Rogazioni - Vigilia di Sant'Andrea - Vigilia di San Tommaso - Vigilia di Natale - Santi Innocenti (quando cade in un giorno feriale) - Purificazione (Benedizione delle candele e processione) - Vigilia di San Mattia (solo negli anni bisestili) - Domenica di Settuagesima, Domenica di Sessagesima e Domenica di Quinquagesima - Domenica delle palme (Benedizione delle palme, Processione, Messa) - Sabato santo (benedizioni pre-messa e riti) - Vigilia di Pentecoste (benedizioni pre-messa e riti) - Vigilia della Natività di San Giovanni Battista - Vigilia di San Giacomo - Vigilia dell'Assunzione - Vigilia dei Santi Simone e Giuda - Vigilia di Tutti i Santi - Commemorazione dei defunti (solamente durante le Quarantore) - Sacramento del Battesimo (riti introduttivi e Esorcismo) | - Quattro tempora - Rogazioni - Vigilia di Natale - Santi Innocenti (quando cade in un giorno feriale) - Purificazione (Benedizione delle candele e processione) - Domenica di Settuagesima, Domenica di Sessagesima e Domenica di Quinquagesima - Domenica delle palme (solo la Messa) - Venerdì santo (solo distribuzione della Comunione) - Vigilia Pasquale (benedizioni pre-messa e riti) - Vigilia di Pentecoste (benedizioni pre-messa e riti) - Vigilia della Natività di San Giovanni Battista - Vigilia dell'Assunzione - Commemorazione dei defunti (solamente durante le Quarantore) - Sacramento del Battesimo (riti introduttivi e Esorcismo) | - Quattro tempora - Rogazioni - Vigilia di Natale - Domenica di Settuagesima, Domenica di Sessagesima e Domenica di Quinquagesima - Domenica delle palme (solo la Messa) - Venerdì santo (solo distribuzione della Comunione) - Vigilia Pasquale (benedizioni pre-messa e riti) - Vigilia di Pentecoste (benedizioni pre-messa e riti) - Vigilia della Natività di San Giovanni Battista - Vigilia dei Santi Pietro e Paolo - Vigilia di San Lorenzo - Vigilia dell'Assunzione - Commemorazione dei defunti (solamente durante le Quarantore) - Sacramento del Battesimo (riti introduttivi e Esorcismo) |
| Rosa   | - Domenica Gaudete (e durante la settimana) - Domenica Laetare (e durante la settimana) | - Domenica Gaudete (e durante la settimana) - Domenica Laetare (e durante la settimana) | - Domenica Gaudete - Domenica Laetare |
| Bianco | - Ottava dell'Immacolata Concezione - Vigilia dell'Epifania - Ottava dell'Epifania - Ottava della Solennità di San Giuseppe - Vigilia dell'Ascensione - Ottava dell'Ascensione - Ottava del Corpus Domini - Ottava del Sacro Cuore - Ottava della Natività di San Giovanni Battista - Ottava dell'Assunzione - Ottava di Tutti i Santi - Sacramento della Confermazione | - Vigilia dell'Ascensione - Sacramento della Confermazione | - Vigilia dell'Ascensione - Sacramento della Confermazione |
| Rosso  | - Ottava di Santo Stefano - Ottava dei Santi Innocenti - Ottava di Pentecoste - Ottava dei Santi Pietro e Paolo | - Ottava di Pentecoste | - Ottava di Pentecoste |
| Nero   | - Venerdì santo - Commemorazione dei defunti (tranne durante le Quarantore) - Messe da Requiem | - Venerdì santo (liturgia principale) - Commemorazione dei defunti (tranne durante le Quarantore) - Messe da Requiem | - Venerdì santo (liturgia principale) - Commemorazione dei defunti (tranne durante le Quarantore) - Messe da Requiem |

## Rito ambrosiano
Il rito ambrosiano, largamente in uso nell'arcidiocesi di Milano e nei territori del fu Ducato di Milano (ora parte di Lombardia occidentale, Svizzera italiana e Piemonte orientale), utilizza i seguenti colori liturgici:
| Colore  | Uso obbligatorio | Uso facoltativo |
| ------- | --- | --- |
| Verde   | - Domeniche e Ferie del Tempo dopo l'Epifania (dal lunedì seguente al Battesimo di Gesù fino alla Quaresima) - Domeniche e Ferie del Tempo dopo la Dedicazione della Cattedrale fino all'Avvento. | |
| Morello | - Domeniche e Ferie di Avvento (eccetto per la VI domenica di Avvento) - Domeniche e Ferie di Quaresima (fino al sabato in Traditione Symboli escluso) - Nelle messe votive per il perdono dei peccati. - Sacramento della Riconciliazione | - Commemorazione dei defunti - Messe da Requiem |
| Bianco  | - Tempo di Natale - Tempo di Pasqua - Solennità e feste di Nostro Signore Gesù Cristo diverse da quelle della sua Passione - Giovedì santo (nella Messa del Crisma) - Solennità della Santissima Trinità - Solennità e feste della Beata Vergine Maria - Solennità della divina maternità della Beata Vergine Maria (VI domenica di Avvento) - Feste dei santi non martiri - Festa dei Santi Angeli Custodi. - Festa di Tutti i Santi - Sacramento del Battesimo - Sacramento del Matrimonio - Sacramento dell'Ordine Sacro - Unzione degli infermi | - Funerali dei bambini |
| Rosso   | - Ottava del Natale nella circoncisione di Gesù. - Settimana Santa (dal sabato in Traditione Symboli incluso fino alla veglia della Pasqua esclusa la Messa Crismale). - Pentecoste - Domeniche e ferie del tempo dopo Pentecoste e dopo il Martirio di San Giovanni il Precursore fino alla domenica della Dedicazione del Duomo di Milano esclusa. - Uffici e messe dello Spirito santo e del Mistero Eucaristico (Corpus Domini, Ordinazione Sacerdotale, Adorazione Eucaristica...). - Celebrazioni della Passione del Signore. - Esaltazione della Santa Croce - Solennità del Sacratissimo Cuore di Gesù. - Solennità, feste e memorie dei Santi Apostoli, evangelisti e martiri. - Sacramento della Cresima e della Prima Comunione. - Unzione degli infermi. | |
| Nero    | | - Commemorazione dei defunti - Messe da Requiem e uffici per i defunti - Ferie (dal lunedì al venerdì) della Quaresima fino al sabato in Traditione Symboli. |

## Rito bizantino
Il rito bizantino, usato da tutte le chiese membri della Chiesa ortodossa e dalle Chiese di rito orientale di rito bizantino, non ha un sistema universale di colori liturgici. Nella tradizione greca, il marrone o il borgogna sono comuni per le feste solenni e una vasta gamma di colori sono usati in altri momenti, i più comuni dei quali sono l'oro e il bianco.
Le chiese slave ed altre chiese influenzate dalle tradizioni occidentali hanno adottato un ciclo proprio di colori liturgici. Le indicazioni possono variare da luogo a luogo, ma in generale sono le seguenti:
| Colore              | Uso comune | Altri utilizzi / Note |
| ------------------- | --- | --- |
| Oro                 | - Quando non è specificato alcun altro colore                                                                                                  | |
| Azzurro             | - Feste della Theotókos - Feste dei Santi Arcangeli                                                                                            | - Chiese dedicate alla Theotókos possono utilizzare azzurro invece dell'oro. - In alcuni luoghi, l'azzurro è utilizzato anche per la Santa Teofania. - In molti luoghi, l'azzurro è utilizzato per il Digiuno della Dormizione (eccetto dalla Trasfigurazione al suo dopofesta (6-13 agosto), quando viene utilizzato l'oro o il bianco. |
| Viola o rosso scuro | - Sabati e domeniche durante la Grande Quaresima                                                                                               | - In molti luoghi, il viola o il rosso scuro sono usati nelle ferie della Grande Quaresima, mentre i colori vivaci (oro, oro/bianco) sono utilizzati nei sabati e nelle domeniche. |
| Rosso               | - Giovedì santo - Esaltazione della Santa Croce - Decollazione di San Giovanni Battista - Feste dei Martiri - Avvento - Digiuno degli Apostoli | - Pasqua (Monte Athos e Gerusalemme) - Natale (Monte Athos e Gerusalemme) - In alcuni luoghi, il rosso è utilizzato per il Digiuno della Dormizione (eccetto dalla Trasfigurazione al suo dopofesta (6-13 agosto), quando viene utilizzato l'oro o il bianco).                                                                           |
| Verde               | - Domenica delle palme - Pentecoste - Feste dei Santi Venerabili                                                                               | - Esaltazione della Santa Croce in alcuni luoghi (ed esempio a Gerusalemme) |
| Nero                | - Nei giorni feriali durante la Grande Quaresima - Nei giorni feriali durante la Settimana santa (tranne il giovedì santo)                     | - Il nero è molto più diffuso nelle tradizioni slave rispetto alla tradizione greca, soprattutto negli Stati Uniti. |
| Bianco              | - Pasqua - Natività - Teofania - Altre grandi feste del Signore                                                                                | - Funerali (Durante tutto l'anno, anche durante la Settimana santa) |

Sotto l'influenza occidentale, il nero è spesso usato nelle chiese slave per i funerali, durante la settimana della Grande Quaresima e la Settimana santa in segno di penitenza e di lutto, ma nella seconda metà del XX secolo l'antico bianco è diventato più comune come segno della speranza della Risurrezione.

### Chiesa ortodossa russa
Secondo la Nastol'naja Kniga Svjaščenno-služitelia della Chiesa ortodossa russa, possono essere utilizzati fino ad otto diversi colori liturgici durante tutto l'anno. L'indicazione esatta di questi colori varia, ma i seguenti sono gli usi più comuni:
| Colore              | Uso comune | Altri usi |
| ------------------- | --- | --- |
| Oro                 | - Feste di Nostro Signore Gesù Cristo - Feste dei Profeti - Feste degli Apostoli - Feste dei Padri cappadoci - Quando non viene specificato un altro colore                                                   | |
| Azzurro             | - Feste della Theotókos - Presentazione del Signore - Annunciazione - Feste delle Vergini | - Quinto venerdì di Quaresima                                                                                 |
| Viola o rosso scuro | - Passione di Nostro Signore Gesù Cristo - Giovedì santo - Domeniche di Quaresima | - Nei giorni feriali di Quaresima                                                                             |
| Rosso               | - Feste dei Martiri - Festa dei Santi Pietro e Paolo - Avvento - Feste degli Angeli - Esaltazione della Santa Croce                                                                                           | - Pasqua (Monte Athos e Gerusalemme) - Natale (Monte Athos e Gerusalemme)                                     |
| Verde               | - Domenica delle palme - Pentecoste - Lunedì dopo Pentecoste (Giorno del Santo Spirito) - Feste dei Monaci Santi - Feste degli Asceti - Feste degli Stolti in Cristo - Feste dei Profeti - Feste degli Angeli | - Da Pentecoste fino alla Festa dei Santi Pietro e Paolo (Ruteni)                                             |
| Nero                | - Nei giorni feriali di Quaresima | - Funerali nei giorni feriali, memoriali, e liturgie (Ruteni)                                                 |
| Bianco              | - Epifania - Trasfigurazione del Signore - Tempo pasquale - Funerali | - Teofania - Giorno di Natale                                                                                 |
| Arancione o Ruggine | | - Festa dei Santi Pietro e Paolo - Dalla Festa dei Santi Pietro e Paolo fino alla Trasfigurazione del Signore |

## Anglicanesimo
| Colore | Uso obbligatorio | Uso facoltativo |
| ------ | --- | --- |
| Verde  | - Domeniche e Ferie del Tempo ordinario | |
| Blu    | - Domeniche e Ferie di Avvento | |
| Viola  | - Domeniche e Ferie di Avvento - Domeniche e Ferie di Quaresima - Liturgie del Sabato santo (eccetto per la Veglia pasquale) - Sacramento della Riconciliazione - Unzione degli infermi | - Venerdì santo - Domenica della Memoria - Commemorazione dei defunti - Messe da Requiem e uffici per i defunti |
| Rosa   | | - Domenica Gaudete (Terza domenica di Avvento) - Domenica Laetare (Quarta domenica di Quaresima) |
| Bianco | - Tempo di Natale (da Natale fino al Battesimo del Signore) - Giovedì santo - Tempo di Pasqua (dalla Vigilia Pasquale fino alla Vigilia di Pentecoste esclusa) - Solennità della Santissima Trinità - Feste di Nostro Signore diverse da quelli della sua Passione - Feste Mariane - Feste degli Angeli - Feste dei santi non martiri o confessori della fede - Festa di san Giovanni - Festa della Cattedra di San Pietro - Festa della Conversione di San Paolo - Natività di San Giovanni Battista - Festa di Ognissanti - Sacramento del Battesimo - Sacramento del Matrimonio | |
| Oro    | | - Può essere utilizzato nelle occasioni più solenni sostituendo il colore liturgico del giorno (generalmente il bianco). Tale colore può comunque essere utilizzato in sostituzione di tutti gli altri, ad eccezione del viola, anche a Natale. |
| Rosso  | - Domenica delle palme - Venerdì santo - Pentecoste - Feste della Passione del Signore - Feste dei martiri, apostoli ed evangelisti - Sacramento della Confermazione - Sacramento degli Ordini Santi | - Ultime quattro domeniche del Tempo ordinario |
| Nero   | | - Venerdì santo - Domenica della Memoria - Commemorazione dei defunti - Messe da Requiem e uffici per i defunti |